# Svartholmen (sydväst om Löparö, Sibbo)
Svartholmen är en ö i Finland. Den ligger i Finska viken och i kommunen Sibbo i landskapet Nyland, i den södra delen av landet. Ön ligger omkring 25 kilometer öster om Helsingfors.
Öns area är 1,2 hektar och dess största längd är 160 meter i sydväst-nordöstlig riktning.